# Amelia Pereira de Balestrino
Amelia Cruz Pereira Parise  (Durazno, Uruguay, 28 de abril de 1925 - Montevideo, Uruguay, 23 de abril de 2014), conocida como Amelia Pereira de Balestrino, fue una magistrada uruguaya, quien se desempeñó como miembro del Tribunal de lo Contencioso Administrativo entre 1988 y 1995.

## Primeros años
Hija de Margarita Parise y Enrique Pereira Núñez, nació en Durazno el 28 de abril de 1925.
Cursó estudios en la Facultad de Derecho de la Universidad de la República, donde se graduó como abogada.

## Jueza de Paz en el interior
En 1951 inició su carrera judicial como Jueza de Paz de la primera sección judicial de Flores, con sede en la ciudad de Trinidad.

## Jueza de Paz en la capital
En 1952 pasó a cumplir funciones en Montevideo como Jueza de Paz de la 23° sección judicial de dicha ciudad,cargo que desempeñó durante más de quince años.

## Jueza Letrada en el interior
A fines de los años 60 fue ascendida al cargo de Jueza Letrada de San José, desempeñándose luego en el mismo cargo en Las Piedras.

## Jueza Letrada en la capital
En 1972 ascendió a cumplir funciones nuevamente en Montevideo como Jueza Letrada de Menores de Primer Turno.
Posteriormente pasó a desempeñarse como Jueza Letrada en lo Penal de Tercer Turno.

## Tribunal de Apelaciones
En agosto de 1982 recibió un nuevo ascenso al ser nombrada miembro del Tribunal de Apelaciones en lo Civil de Primer Turno.
En 1985, una vez finalizada la dictadura cívico militar y restablecida la democracia, fue ratificada en su cargo por la Suprema Corte de Justicia junto a los restantes miembros de todos los  Tribunales de Apelaciones.

## Tribunal de lo Contencioso Administrativo
Al producirse en abril de 1988 el cese de José Roberto Figueroa Martínez como integrante del Tribunal de lo Contencioso Administrativo, y transcurrir noventa días sin efectuarse designación de su reemplazante por la Asamblea General, se tornó aplicable el artículo 236 de la Constitución, que preveía como mecanismo subsidiario de designación para los cargos vacantes en la Suprema Corte de Justicia, aplicable al TCA en función de la remisión efectuada por el artículo 308 de la Constitución, el ingreso del magistrado más antiguo de los Tribunales de Apelaciones. 
En aquel momento se consideró que todos los ratifiados en sus cargos en 1985 revestían la misma antigüedad, sin considerarse el período anterior. Por consiguiente se recurrió al criterio previsto por la norma constitucional en caso de empate (mayor antigüedad en la judicatura o el Ministerio Público) correspondiendo a Pereira de Balestrino dicha condición, por lo que se produjo su ingreso automático al TCA. 
Prestó juramento ante la Asamblea General el 3 de agosto de 1988. Fue la segunda mujer en integrar el TCA desde su creación en 1952, después de Hilda Moltedo de Espínola; y la primera en hacerlo durante el período democrático de gobierno. 
Integró el TCA durante casi siete años, cesando en su cargo en abril de 1995 al cumplir los 70 años, edad establecida como límite para integrar el Tribunal de lo Contencioso Administrativo según el artículo 308 de la Constitución, que se remite en cuanto a las condiciones para ocupar dicho cargo a las previstas para los miembros de la Suprema Corte de Justicia.
La vacante dejada por su retiro, junto con las generadas por los ceses de Manuel Díaz Romeu y Luis Alberto Galagorri poco tiempo después, fueron cubiertas en julio de 1995 por la Asamblea General con las designaciones de Juan Almirati Cacheiro, Manuel Mercant y José Baldi.

## Vida personal
Contrajo matrimonio en 1954 con Edison Balestrino Vogt.
Amelia Pereira falleció el 23 de abril de 2014 a los 88 años, en Montevideo.